# ОШ „1. мај” Вртогош
Основна школа „1. мај” Вртогош налази се у Пчињском округу, у околини Врања. Нова саграђена школа у Вртогошу је почела са радом 1989. године. И данас, у овој школи похађају око 150 ученика. Школа у Вртогошу, има осам одељења. Поред осмогодишње школе у Вртогошу, постоје и одељења по другим селима, које се воде под основном школом „1. мај” Вртогош. Четворогодишња одељења се налазе у селима Ристовац, Карадник, Давидовац, Катун, Содерце, а поред осмогодишње школе у Вртогошу постоји и осмогодишња школа у Дубници, која се води под школом „1. мај” Вртогош. Све школе које се воде под основном школом „1. мај” Вртогош, имају укупно око 300 ученика. 
- Школа у Вртогошу
- Хол у Вртогошу

## Одељење у Дубници
Давне 1907. године родила се Основна школа у Дубници. Настала је из размишљања и намера, тада одговорвних људи као и из љубави и потреба Дубничана да се деца просвећују, да уче, да би била корисна и себи и друштву. Родила се да би трајала до ових дана пролазећи кроѕ невоље које су је рањавале. Многе генерације ученика, учитеља и наставника прошле су кроз невоље које су је рањавале. Многе генерације ученика и наставника прошле су кроѕ Дубничку школу. У њој су исписивана прва слова и прве бројке, стицања знања за будућност, доживљени многи лепи тренуци и растанци на крају школовања, јављале се прве симпатије и љубави, иѕ ње су понете многе лепе успомене. Школа у Дубници има богату историју, испуњену бројним садржајима свог племенитог позива. Историја школе је историја Дубнице. Школа је делила судбину њене светле прошлости и садашњости она је неодвојива од Дубнице и Дубничана.

## Изградња и отварање школе у Дубници
Након 26 година, тачније 9. јула 1906. године, председник Општинског суда у Дубници, на предлог и молбу виђенијих Дубничана, упутио је писмо Министру просвете и црквених дела. У том писму председник Суда обавештава Министра да грађани дубничке општине желе да имају своју школу у Дубници, како би се омогућило школовање већег броја деце дубничког краја. Министар просвете и црквених послова је одобрио иѕградњу школске зграде. Свесни чињенице да село без школе није, Дубничани су са великим одушевљењем прихватили зидање школе. Захваљујући заносу и ентуѕијазму Дубничана, школа је изграђена за рекордно кратко време од неколико месеци. Школа је сазидана на општинском земљишту поред саме општине поред главног пута који повезује цело село и пута који воде за Катун и Миливојце. Учионице су биле простране и светле, а за учитеља је обезбеђен стан и окућница у пространом дворишту. Почетак рада школе у Дубници представља камен културног преображаја и просвећења народа Дубничког краја. Школа је добила назив Милош Обилић. После подизања школске зграде, извршено је њено освећење. Људи су тај дан преточили у општенародно весеље, а школа је од момента отворила широм врата деци овог краја и отпочела своју просветитељску и културну мисију. Школа је почела да ради као четвороразредна неподељена школа, настава је била органозована на основу Закона из 1904. године. Задатак школе је да васпитава децу у народном духу и да их спрема за грађански живот, а нарочито да описмењује, просвећује и шири културу у народу. 

## Изградња школске зграде
Пошто је оцењено да су се стекли материјални услови за трајно решење учионичког простора, 1970. почела је изградња нове школске зграде поред постојеће старе школе. Обезбеђен је такав пројекат да се новосаграђена и стара школска зграда повежу у једну целину. У новој згради је саграђено 8 учионица, мања фискултурна сала, зборница и канцеларија. Проблем простора за ђаке изградњом школе успешно је решен, деца нису више похађала наставу у неусловним просторијама у Месној канцеларији и Задружном дому и нису ишла у две смене. Уложени труд се исплатио, деци су створени бољи услови за школовање. Изградња школске зграде се завршила 1973. године. 

## Припајање Дубничке школе Вртогошкој
У својој стогодишњој историји Дубничка школа је преко осам деценија била самостална школа, без обзира на број ђака и број одељења. Године 1990.по стандардима и нормативима било је предвиђено да као самосталне школе, могу да буду само оне које имају најмање 24 одељења од првог до осмог разрада. У то време Дубничка школа имала је девет одељења и 280 ђака. Одлуку о спајуњу Дубничке школе са шестом Основном школом „Бранко Радичевић” у Врању донео је Савет Радне огранизације основних школа. Понуђена одлука није прихваћена, јер се од укупно 24 запослена лица у Дубничкој школи за припајање су се изјаснила свега три радника. Након тога, притисак на Дубничку школу је настављен, пошто није прошао предлог о спајању са школом „Бранко Радичевић”. Општински фонд за основно образовање и васпитање, налажу да се Дубничка школа припоји основној школи у Вртогошу. Дубничка школа је изгубила статус самосталне установе и наставила је да ради у саставу школе у Вртогошу од 1. септембра 1991. године.

## Изградња нове основне школе
Изградња нове основне школе у Дубници је трајала од 1999. до 2000. године. Старе и дотрајале школске зграде из 1906. и 1970. биле су дотрајале и у много чему превазиђене за извођење савремене наставе. Експлозија складишта муниције на фармама према Катуну добро их је уздрмала и додатно оштетила. Приступило се изградњи нове школске зграде. Подигнута је модерна школска зграда и од 2003. године деца прате наставу у новосаграђеној школи. Функција и изглед старе школе ни изблиза нису задовољавали основне критеријуме за одвијање и релизацију наставног програма. За све време изградње школе, настава се за више разреда одвијала у основној школи "1. мај" у Вртогошу као матичној школи , уз организовани превоз аутобусом до школе и назад. Данашња школа у свом саставу има 8 одељења за одвијање наставе, пратеће садржаје као што су административни део, фискултурну салу, котларницу на чврсто гориво, уређене слободне површине са травњацима и стазама, укупне површине 1400 метара квадратних.

## Галерија
- Школа "1. мај" Дубница
- Хол школе
- Учионица
- Спортски центар
- Захвалница